# Готариз I (Партия)
Готарз I (Gōtarz) е владетел на Партия от династията на Арсакидите. Управлението му се отнася към 91 – 87 г. пр.н.е., според някои предположения до 81/80 г. пр.н.е.

## Живот
Готарз I вероятно е син на Митридат II. През последните години от царуването на Митридат II, Готарз I контролира източните области на Партската империя и носи нетрадиционната титла „Сатрап на сатрапите“. През август/септември 91 г. пр.н.е. Готарз I взема властта във Вавилон и воюва срещу претендента Санатрук, когото побеждава и прогонва от Елам (Сузиана, дн. Хузестан).
Съгласно традиционната хипотеза, Митридат II е жив и царува до 87 г. пр.н.е., а управлението на Готарз I продължава до 81/80 г. пр.н.е., когато е наследен или детрониран от Ород I. Името на Готарз I се среща в астрономичните таблици от Вавилон до юли/август 87 г. пр.н.е., след което няма сигурни сведения за него. Според по-нови становища, Митридат II умира през 91 г. пр.н.е., а Готарз I управлява само още няколко месеца след победата му над Синатрук през 87 г. пр.н.е. и вероятно до края на същата година е наследен от Митридат III.
Готарз I е женен за Ариазата (Автома), дъщеря на арменския владетел Тигран II. Вавилонски хроники споменават като съпруги на Готарз I неговите сестри Ашиабатар и Сиаке (или Азате).